# Halmazrendszer
Halmazrendszeren a matematikában többféle, de sok tekintetben hasonló dolgot érthetünk:
1. A naiv halmazelméletben szokás halmazrendszer vagy halmazcsalád néven beszélni olyan halmazokról, melyeknek elemei mind halmazok; erre a kétértelműség fellépte miatt alkalmazzuk inkább szigorúan a halmazcsalád elnevezést;
2. Szűkebb értelemben vett halmazrendszeren (a szakirodalomban gyakran indexezett vagy indexelt halmazrendszer néven fordul elő) olyan „rendezett multihalmazt” érthetünk („rendezett” = az elemek sorrendje is számít;[1] „multihalmaz” = az elemek ismétlődhetnek, többször is előfordulhatnak), melynek elemei is halmazok. Rövidebben, halmazrendszeren egyszerűen egy olyan elemrendszert (tkp. „vektort”) érthetünk, melynek elemei is halmazok.
3. A kombinatorikában használják a hipergráf szó helyett.

## Definíció
Legyen {\displaystyle I} tetszőleges halmaz, az ún. indexhalmaz (ez gyakran a pozitív egészek {\displaystyle \mathbb {N} ^{+}} halmaza). Legyen továbbá {\displaystyle U} másik tetszőleges halmaz, és jelölje részhalmazai halmazát, azaz hatványhalmazát {\displaystyle P(U)}.
Ekkor valamely
{\displaystyle f:I\to P(U)}
függvényt az {\displaystyle U} halmaz {\displaystyle I} indexhalmaz feletti halmazrendszerének nevezzük, és így jelöljük:
{\displaystyle (U_{i})_{i\in I}}
Az {\displaystyle f(i)\in P(U)} halmazt a rendszer {\displaystyle i} indexhez tartozó taghalmazának (röviden i-edik tagnak vagy i-edik taghalmaznak) mondjuk, és leggyakrabban az {\displaystyle U_{i}} jobb alsó indexes alakban írjuk. Tehát minden {\displaystyle i\in I}-re {\displaystyle U_{i}\subseteq U}. Helytelen egy kissé, de általában nem okoz félreértést az {\displaystyle R:=(U_{i})_{i\in I}} rendszer egy {\displaystyle U_{i}} tagja esetén az {\displaystyle U_{i}\in (U_{i})_{i\in I}}, azaz az {\displaystyle U_{i}\in R} jelölés használata.
A halmazrendszerek azonosíthatóak a hipergráfokkal (minden halmazrendszernek megfelel egy és csak egy hipergráf, és viszont).